# Jacques Martin (philosophe)
 (novembre 2024).
Pour les articles homonymes, voir Martin (patronyme) et Jacques Martin.
Jacques Martin, né le 18 mai 1922 à Paris où il est mort en août 1964, est un philosophe et traducteur français.
Il n'a jamais publié aucun de ses textes philosophique et a détruit tous ses manuscrits avant son suicide. Sa pensée se reflète toutefois à travers les travaux de Louis Althusser et Michel Foucault qui ont été ses condisciples. Sa vie a pu être documentée grâce à la biographie d'Althusser de Yann Moulier-Boutang parue en 1992 et à une thèse intitulée Between work. Michel Foucault, Louis Althusser and Jacques Martin, soutenue de 2005 par Nikki Moore au Département d'architecture du Massachusetts Institute of Technology.

## Biographie
Jacques Henri Michel François Martin naît dans le 14e arrondissement de Paris, rue Froidevaux à proximité du cimetière du Montparnasse. Sa mère étant atteinte de tuberculose, il vit dès l'âge de cinq ans avec sa sœur cadette chez ses grands-parents maternels à Nevers, où il fréquente également le lycée. Ses brillants résultats lui permettent d'être admis au lycée Henri-IV en 1936 à son retour à Paris. À partir de 1941, il étudie la philosophie à l'École normale supérieure - longtemps sans savoir s'il doit étudier la littérature, et contre la volonté de son père, qui aurait préféré le voir étudiant en médecine - et y obtient une grande reconnaissance de la part d'enseignants comme Gaston Bachelard et Jean Hyppolite, pour qui il traduira Hegel de l'allemand, et par l'intermédiaire de condisciples comme Louis Althusser, de quatre ans son aîné, et Michel Foucault, de quatre ans son cadet.
En juin 1943, comme tous les hommes inactifs âgés de 20 à 22 ans en France occupée, Martin est affecté au STO en Allemagne à Francfort-sur-le-Main où il reste jusqu'au 12 avril 1945 malgré le fait  qu'étant étudiant à l'École Normale Supérieure, il aurait pu le contourner relativement facilement. Lors de son séjour en Allemagne et de son retour en France, il se tourne intensément vers la pensée de Hegel et de Marx. Cependant, Martin n'est jamais devenu membre du Parti communiste français. En 1947, il écrit un mémoire (détruit plus tard) sur le concept hégélien de l'individu, mais l'année suivante, il commence à présenter des symptômes évidents de schizophrénie, ce qui l'empêche de plus en plus d'organiser sa vie. Martin vit du soutien de ses amis et, à partir de 1951, de l'héritage de sa mère. En 1948, sa traduction française de l'ouvrage de jeunesse de Hegel L'Esprit du christianisme et son destin est publiée avec une introduction de Jean Hyppolite, en 1952 celle du roman Missa sine nomine d'Ernst Wiechert et en 1955 celle du roman d'Hermann Hesse Le jeu des perles de verre . En août 1964, après avoir détruit tous les manuscrits de ses propres textes, il se suicide dans son appartement de l'École normale supérieure.

## Œuvres
Ces circonstances expliquent que la pensée de Jacques Martin ait laissé des traces, mais uniquement dans les travaux de ses condisciples. Pour le jeune Michel Foucault, Martin en tant qu'homme sans œuvre  est devenu important pour sa propre conception de la folie en tant que telle, qu'il assimilait à « l'absence d'œuvre » dans la préface de Folie et société . Louis Althusser a même dédié son œuvre majeure Pour Marx à la mémoire de son ami Jacques Martin comme celui « qui, seul, dans les pires épreuves, a découvert l’accès à la philosophie de Marx – et qui m’a guidé ». Dans son brouillon autobiographique The Facts, Althusser qualifie Martin de « l'esprit le plus astucieux que j'aie jamais eu le privilège de rencontrer » , ce qui n'est pas dû au fait que – selon Althusser dans son autobiographie The Future Has Time – il lui reproche la dissimulation qu'Hegel -Interprétation d'Alexandre Kojève et ses successeurs a contribué à surmonter. La pensée d'Althusser peu après le meurtre de sa femme Hélène montre jusqu'où s'étendait le lien entre Martin et Althusser :  „Vor meinen Augen erscheint unser Freund Jacques Martin, der an einem Augusttag des Jahres 1964 tot in seinem winzigen Zimmer im 16.

## Traductions
- Georg Wilhelm Friedrich Hegel : L'esprit du christianisme et son destin (Original : L'esprit du christianisme et son destin ). Introduction de Jean Hypopolite. Traduction de Jacques Martin. Paris : Vrin 1948
- Ernst Wiechert : Missa sine nomine 1950, Paris, Club du livre religieux no 6, 1956 (BNF 31646543) ; réédition, Paris, LGF, coll. « Le Livre de poche » no 1506-1507, 1965 (BNF 33222968) ; réédition, Paris, Calmann-Lévy, 1991  (ISBN 2-7021-2049 0) ; réédition, Paris, Calmann-Lévy,
- Hermann Hesse : Le jeu des perles de verre. Essai de biographie du Magister Ludi Joseph Valet accompagné de ses écrits posthumes. Présenté par Hermann Hesse (Original : Le jeu des perles de verre ). Traduit de l'allemand par Jacques Martin. Paris : Calmann-Lévy 1955